# Puebla de Arenoso

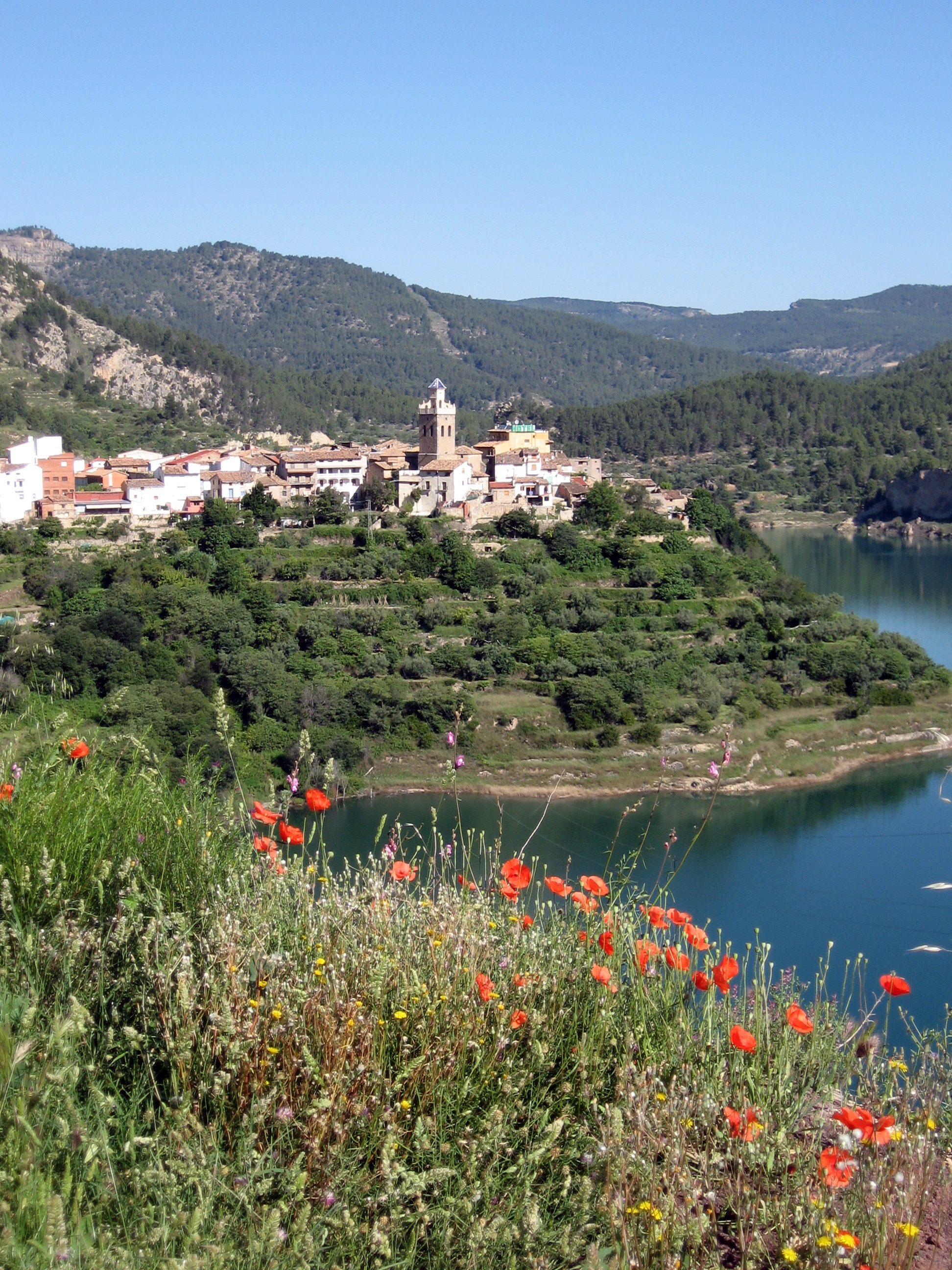
Cảnh quan.

Puebla de Arenoso là một đô thị trong tỉnh Castellón, Cộng đồng Valencia, Tây Ban Nha. Đô thị Puebla de Arenoso có diện tích 42,7 km², dân số theo điều tra năm 2010 của Viện thống kê quốc gia Tây Ban Nha là 201 người. Đô thị Puebla de Arenoso nằm ở khu vực có độ cao 626 mét trên mực nước biển.